# システミック・リスク
システミック・リスクとは、経済学用語の一つ。特定の金融機関や市場が機能不全となったならばそのことの影響が他の金融機関や市場にまで、さらには金融システム全体にまで波及する金融危機を起こすというリスク。

## 概要
金融システムにおいては、金融機関というものは一つの独立した組織として成立してはいるものの、金融機関同士が取引を行ったり決済ネットワークを通じることで緊密な関係が築かれていることから、一つの金融機関で支払い不能のような問題が発生したならば、それが金融機関全体にまで影響を及ぼすというわけである。このことから直接に取引をしていないような金融機関が破綻した場合でも、システミック・リスクの理論では自身の生活や企業にまでも悪影響を及ぼすリスクが存在するということになるわけである。